# Меридиан рп 348
«Меридиан РП-348» — выпускал Киевский завод «Радиоприбор». Радиоприёмник рассчитан на приём радиостанций в диапазонах: ДВ, СВ, КВ-1 9,5…9,8 МГц; КВ-2 11,7…12,1 МГц и в диапазоне УКВ. Приём в KB и УКВ диапазонах ведется на телескопическую антенну, в ДВ, СВ на магнитную. выполнен по супергетеродинной схеме с одним преобразованием частоты и совмещенным трактом AM/ЧМ в усилителе ПЧ. Питается приёмник от 4-х элементов А-316, а разрядка контролируется по светодиоду, загорающемся при снижении напряжения до 4 В. Чувствительность в диапазонах: ДВ 2,0, СВ 1,2, КВ-1, КВ-2 0,5 мВ/м, УКВ 100 мкВ. Канал, при расстройке на 9 кГц — 26 дБ. Коэффициент гармоник в тракте: AM — 5 %, в ЧМ — 3 %. Максимальная выходная мощность ЗЧ 0,45 Вт. Габариты приёмника 210х41х116 мм. Масса без батареи — 500 гр. С 1991 года завод выпускал радиоприёмник «Меридиан РП-248» полный аналог предыдущего радиоприёмника «Меридиан РП-348».